# Folkmusik in der DDR

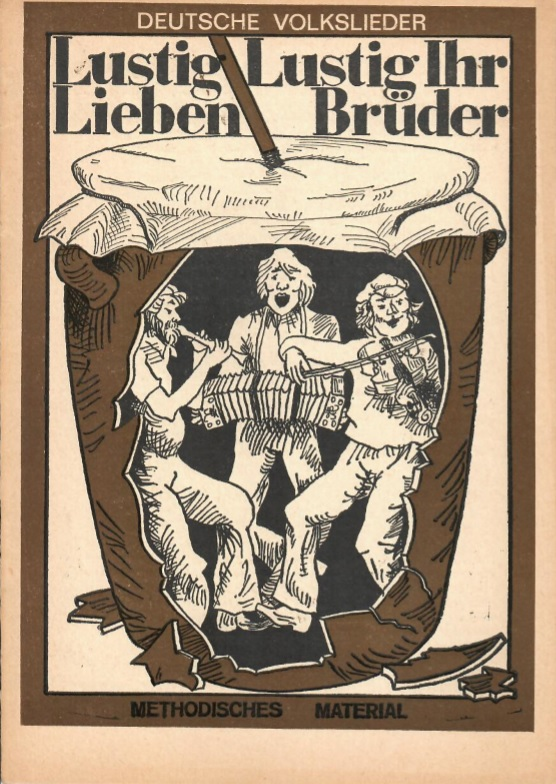
Liedheft Lustig, lustig, ihr lieben Brüder, 1984

Folkmusik war eine Musikrichtung in der DDR.

## Charakterisierung
Diese Musikrichtung war stark orientiert an irischer und schottischer Folkmusik, vermischt mit Einflüssen aus Frankreich (Bretagne), den USA (Country), Südosteuropa oder anderen Ländern. 
Dazu wurden häufiger Texte aus der kritischen deutschen Liedtradition von Wander-, Gesellen- und Trinkliedern sowie historische gesellschaftskritische Texten gesungen.
Die Musik wirkte lebendig und herb.  
Gespielt wurde auf verschiedensten Instrumenten, vor allem Gitarre, Bandoneon, Akkordeon und Mandoline zur Begleitung, Geige, Tinwhistle, Blockflöte, Banjo und Gesang für die Melodie, (meist gezupfter) Kontrabass, außerdem Dudelsack, Drehleier, Brummtopf, Teufelsgeige und weitere Volksmusikinstrumente. (Moderne elektronische Instrumente, wie E-Gitarre und Keyboard, sowie Schlagzeug wurden bewusst vermieden.)

## Geschichte
Seit den 1960er Jahren gab es die Singebewegung in der DDR, die staatlich gefördert vor allem staatskonforme Lieder sang.
Im Januar 1976 gründete sich die Gruppe Folkländer in Leipzig, was als der eigentliche Beginn der Folkmusik in der DDR gilt. Diese spielte anfangs vor allem irische und schottische Folkmusik. Sie organisierte die erste Folkwerkstatt im Oktober, zu der sich mehrere Folkgruppen trafen, die ihre Programme vorstellten.
Danach wurde gezielt nach deutschen geeigneten Volksliedtraditionen gesucht. Vorbilder waren zunächst auch westdeutsche Folkgruppen wie Zupfgeigenhansel, Liederjan und Ougenweide. Diese verwiesen auf die Volksliedsammlung von Wolfgang Steinitz und das historische Liederbuch Zupfgeigenhansl.
In den folgenden Jahren entwickelte sich eine Folkmusikszene mit jährlichen Treffen und weiteren Gruppen. Einzelne Gruppen entwickelten neue eigene Programme. Piatkowski & Rieck sangen plattdeutsche Texte. Ab 1980 kam der Folkstanz zum Mitmachen als weitere Attraktion dazu. 
Die Gruppen Wacholder, Folkländer, Brummtopf und Horch veröffentlichten einige Hefte mit Entdeckungen von interessanten Volksliedern.

## Folkstanz

Ungarisches Tanzhaus

Ein beliebter Bestandteil der Folkmusik in der DDR war der sogenannte Folk(s)tanz zum Mitmachen. Dieser wurde nach dem Vorbild des ungarischen Tanzhaus (Táncház) entwickelt.
Dabei wurde ein Tanz zunächst von einer kleinen Tanzgruppe vorgeführt. Dann konnten alle Interessierten die Schrittfolgen nach Anleitung durch einen Tanzmeister ohne Musik ausprobieren. Danach tanzten alle nach der Musik.
Es wurden traditionelle Paartänze wie Walzer, Polka und Mazurka getanzt, außerdem Schrittfolgen nach Art des amerikanischen Square Dance,  selbst entwickelte Bewegungsfolgen, Rundtänze mit regelmäßigem Partnerwechsel sowie Reihentänze wie Sirtaki oder Polonaise.

## Musiker und Publikum
Viele Musiker waren zunächst Studenten an Fach- oder Hochschulen, einige schlossen auch ein Studium an einer Musikhochschule ab.
Das Publikum waren vor allem Schüler, Lehrlinge und Studenten in größeren Städten. 

## Verhältnis zum Staat
Die Folkmusik wurde durch die Kulturförderung in der DDR umfassend unterstützt. Es wurde vor allem in Jugendklubs gespielt, die von der FDJ und kommunalen Trägern getragen wurden. Diese erhielten dann die Unkosten für die Veranstaltungen aus einem staatlichen Kulturfond teilweise erstattet. 
Bekannte Folkgruppen wie Wacholder und Folkländer wurden auch zu repräsentativen Veranstaltungen wie dem Festival des politischen Liedes oder dem Liedersommer der FDJ eingeladen.
In der Perspektive der Kulturverantwortlichen war die Folkmusik in der DDR verhältnismäßig harmlos. Sie  hatte nicht so ein großes Subversionspotential wie andere Jugendmusikrichtungen wie Blues, Rock oder Punk. Größere Zwischenfälle oder Ausschreitungen gab es nicht. Auch waren die Auftritte der Gruppen gemäßigt, Kritik an der DDR wurde nur selten in historischen Texten versteckt geübt.
Nur einige wenige Projekte wie die Folk-Oper von Folkländer wurden verboten.

## Gruppen
Es gab etwa 120 Folksmusikgruppen in der DDR. 
Die wichtigsten waren Folkländer (Leipzig), Wacholder (Cottbus), Brummtopf (Erfurt), Liedehrlich (Berlin), Horch (Zwickau) und  Piatkowski & Rieck (Rostock). Daneben spielten Jams & Tanzhaus (Berlin), Saitensprung (Erfurt), Notentritt (Halle), Folkinger (Berlin), Maiglöckner (Berlin) und weitere regelmäßig zum Folkstanz auf.
Weitere Folkmusikbands waren Arbeiterfolk, Bordun (Berlin/USA/F), Duo Sonnenschirm (Leipzig), Landluper, Polkatoffel, Tippelklimper (Potsdam) sowie die Unikate Schottenschulle und Jens-Paul Wollenberg.

## Nach 1990
Die politischen Veränderungen in der DDR 1989/90 waren ein großer Einschnitt auch für die Folkmusik in der DDR. Die staatliche Förderung entfiel, auch wurden die meisten Veranstaltungsorte wie Jugendklubs geschlossen.
Die Musiker mussten sich auf dem gesamtdeutschen kommerziellen Markt einen neuen Platz suchen. 
Trotzdem blieb die ostdeutsche Folkszene bestehen, Konzerte und Folkstanzveranstaltungen wurden an anderen Orten weitergeführt.
Das wichtigste Erbe der DDR-Folkmusik ist das Folk- und Tanzfest in Rudolstadt, das seit 1991 jährlich durchgeführt wird und inzwischen das größte seiner Art in Europa ist.

## Musikaufnahmen
Es gab nur wenige LP mit Folkmusik von DDR-Gruppen bei AMIGA. (In einer Folk-Box wurden 2022 diese fünf neu herausgegeben)
- Folkländer, Wenn man fragt, wer hat’s getan, 1981
- Wacholder, Herr Wirt, so lösche unsre Brände, 1983
- Horch, Der Lautenschläger, 1987
- Duo Sonnenschirm, Beschattung durch Duo Sonnenschirm, 1989
- Antiqua, Arbeiterfolk, Deutsche Dudelsack Runde, Kantholz, Landluper, Landgesindt, Landleute, Tonkrug, Windbeutel, Zugvögel Was wolln wir auf den Abend tun, 1988

außerdem
- Folkländer, Wacholder, Piatkowski & Rieck, Gruppe Plus,  Folkloregruppe der EOS Neuhaus, Frisch auf ins weite Feld. Junge Leute machen Volksmusik, 1981, erste LP mit DDR-Folkmusik[3]
- Piatkowski & Rieck, Plattdeutsche Lieder, 1983
- Piatkowski & Rieck, Utkiek, 1987
- Wacholder, Es ist an der Zeit, 1989